# Henri-Georges Clouzot
Henri-Georges Clouzot (født 20. november 1907, død 12. januar 1977) var en fransk filminstruktør, manuskriptforfatter og filmproducer. Kendt for blandt andre filmene Les Diaboliques og Le Corbeau.

## Filmografi (instruktør)
- L'assassin habite au 21 (1942)
- Ravnen (Le Corbeau, 1943)
- Hvem myrdede Brignon? (Quai des orfèvres, 1947)
- Pigen Manon (Manon, 1948)
- Miquette et sa mère 1949
- Retour à la vie 1949
- Frygtens pris (Le Salaire de la Peur, 1952)
- Rædslernes hus (Les Diaboliques, 1954)
- Mysteriet Picasso (Le Mystère Picasso, 1956)
- Det uhyggelige hus (Les Espions, 1957)
- Sandheden (La Vérité, 1960)
- Grands chefs d'orchestre 1966
- Fanget af en erotiker (La Prisonnière, 1968)
- Messa da Requiem (1969)